# Papa Wemba

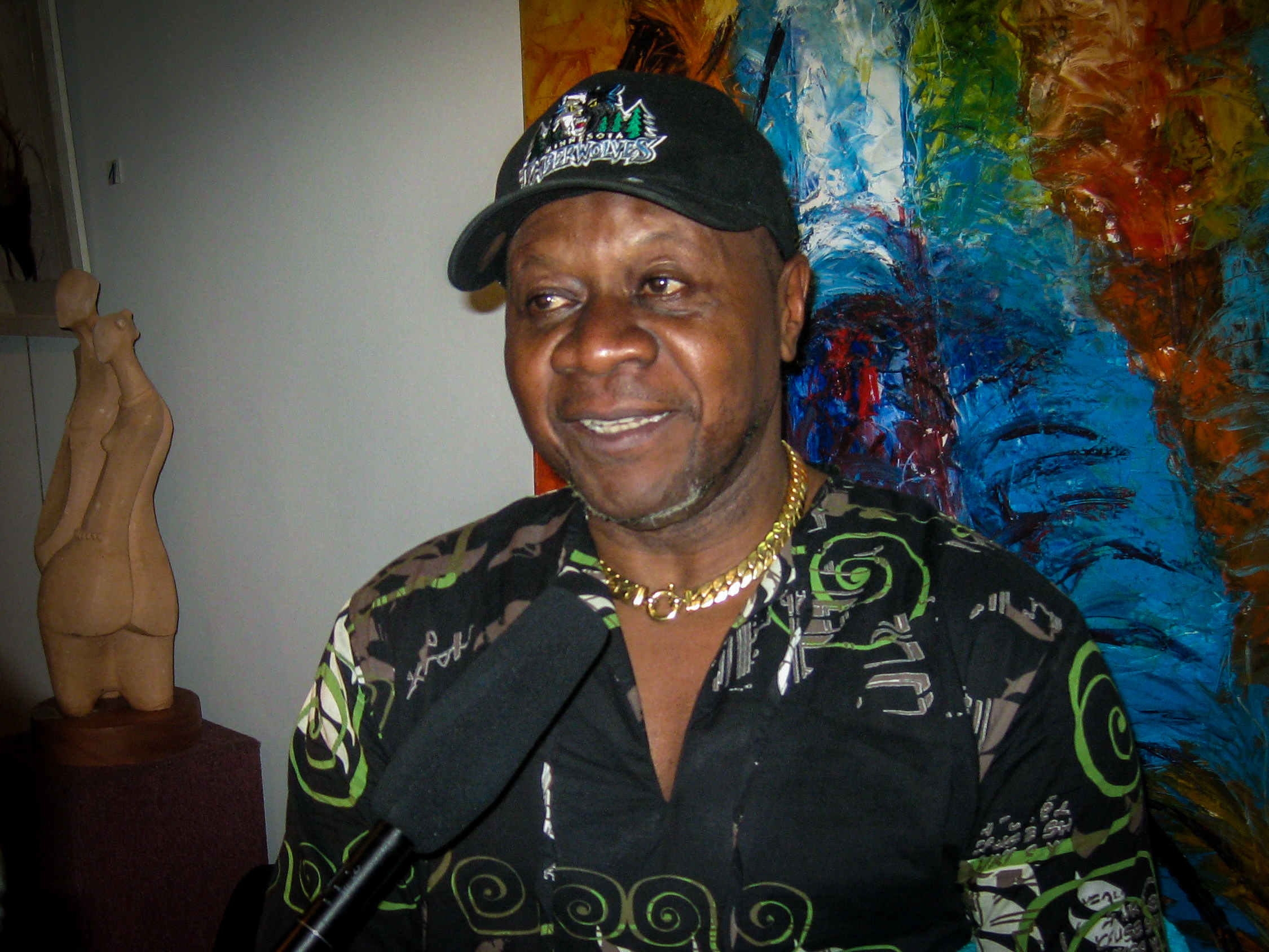
Papa Wemba, 2009

Papa Wemba (eigentlich Jules Shungu Wembadio Pene Kikumba; * 14. Juni 1949 in Lubefu, Belgisch-Kongo; † 24. April 2016 in Abidjan, Elfenbeinküste) war ein Sänger, Musiker und Schauspieler aus der Demokratischen Republik Kongo. Einer seiner Beinamen war „König der kongolesischen Rumba“. Für die Sapeur-Bewegung war er stilbildend.

## Leben
Papa Wemba war neben Nyoka Longo Jossart, Manuaku Pepe Felly, Evoloko Lay Lay, Teddy Sukami, Zamuangana Enock, Mavuela Simeon und anderen einer der ersten Musiker, die der einflussreichen Soukous-Band Zaiko Langa Langa beitraten, als sie am 24. Dezember 1969 in Kinshasa (Hauptstadt der Demokratischen Republik Kongo) gegründet wurde.
Im Dezember 1974, auf dem Höhepunkt ihrer Popularität und nur einen Monat nach dem Rumble in the Jungle zwischen Muhammad Ali und George Foreman in Kinshasa, verließen Shungu Wembadio (Papa Wemba), Evoloko Lay Lay, Mavuela Somo und Bozi Boziana, der sich Zaiko Langa Langa ein Jahr früher angeschlossen hatte, Zaiko Langa Langa, um ihre eigene Musikgruppe Isifi Lokole aufzubauen. ISIFI ist die Abkürzung für Institut de Savoir Ideologique pour la Formation des Idoles.
Im Juli 1975 nahm Shungu Wembadio offiziell seinen Künstlernamen Papa Wemba an. Dabei sollte der Zusatz „Papa“ eine Anspielung auf seine familiären Pflichten als erstgeborener Sohn sein, seine Eltern waren bereits in den 1960er Jahren verstorben.
Die Formation Isifi Lokole bestand nur ein Jahr. Ihr größter kommerzieller Erfolg war die Single Amazone (Papa Wemba). Im November 1975 trennten sich Papa Wemba, Mavuela Somo und Bozi Boziana von Evoloko Lay Lay und Isifi Lokole, um die Gruppe Yoka Lokole zusammen mit Mbuta Mashakado zu gründen. Yoka Lokole hatte etwas weniger Erfolg als Isifi Lokole – trotzdem konnten sie sich mit Hits wie Matembele Bangui, Lisuma ya Zazu (Papa Wemba), Mavuela Sala Keba und Bana Kin (Mavuela Somo) an der Spitze der afrikanischen Popmusik halten.
Wie auch Isifi Lokole hielt die Formation Yoka Lokole nicht lange. Nach einem Jahr bescheidenen Erfolges veranlassten Streitigkeiten innerhalb der Band Yoka Lokole um Geld und Ansehen (wobei Wembas Inhaftierung im Zentralgefängnis von Kinshasa im Dezember 1976 für das „Verbrechen“, im Verdacht gestanden zu haben, Intimitäten mit einer Tochter eines Generals der Armee ausgetauscht zu haben, die Lage erschwerte) Papa Wemba, seine eigene Musikgruppe Viva la Musica im Februar 1977 zu gründen. Dies geschah in seinem Haus im Matonge-Viertel in Kinshasa. So arbeitete er mit jungen talentierten Musikern wie den Sängern Kisangani Esperant, Jadot le Cambodgien, Pepe Bipoli und Petit Aziza und den Gitarristen Rigo Star, Syriana und Bongo Wende. Die Gruppe hatte mit Hits wie Mère Superieure, Mabele Mokonzi, Bokulaka, Princesse ya Sinza und anderen fast umgehend Erfolg.
Auf dem Höhepunkt seines Erfolges 1977 war das Haus von Papa Wembas Familie ein beliebter Treffpunkt für die Jugend in Matonge. Es wurde Village Molokai genannt, und Wemba nahm den gehobenen Spitznamen Chef Coutûmier des Village Molokai an. In dieser Zeit sprach man von Papa Wemba als dem chief from the heartland (village), um ihn von den in Kinshasa geborenen großen Musikern Mavuela Somo und Mashakado zu unterscheiden. 
Seit 1977 unterliegt Viva la Musica einem häufigen Musikerwechsel. Junge Talente wie King Kester Emeneya (1977–1982), Koffi Olomide (1978–1979), Djuna Djanana (1978–1981), Dindo Yogo (1979–1981), Maray-Maray (1980–1984), Lidjo Kwempa (1982–2001), Reddy Amissi (1982–2001), Stino Mubi (1983–2001) sind unter den zurzeit bekannteren kongolesischen Musikern, die eine Zeit lang bei Viva la Musica mitspielten.
Eine alte Anekdote aus Kinshasa erzählt von einem Studenten namens Antoine Agbepa Koffi, der ein so begnadeter Liedermacher (Songwriter) war, dass 1977 eines Tages Papa Wemba ausrief: Ooh! l’homme idée (Oh! Der Ideenmann!), was Koffi auf der Stelle den Spitznamen Olomide einbrachte.
Nach der Welle der afrikanischen Einwanderung in Europa in den 1990er Jahren unterhielt Wemba eine Band in Kinshasa (damals Nouvelle Ecriture und Nouvel Ecrita genannt; heute wieder Viva la Musica) und eine weitere in Paris (Nouvelle Generation, La Cour des Grands, heute: Viva Tendance). Auch in der Weltmusik machte er sich mit großen Hits wie L’Esclave (1986), Le Voyageur, Maria Valencia (1992), Foridoles, Dixième Commandement (1994), Emotion (1995), Pole Position (1996), Fula Ngenge (1999), Bakala dia Kuba (2001) und Somo Trop (2003) einen dauerhaften Namen.
Vielerorts sah man Wemba (ähnlich wie Franco Luambo, Tabu Ley Rochereau und Miriam Makeba) als „lebende Legende“ der afrikanischen Musik.
Papa Wemba war zudem als Schauspieler bekannt. 1987 spielte er die männliche Hauptrolle in dem erfolgreichen zairischen Film La Vie est Belle des belgischen Regisseurs Benoit Lami und des kongolesischen produzierenden Regisseurs Ngangura Mweze. Außerdem propagierte er den La Sape-Lebensstil (auch „Sapeur-Bewegung“).
2003 wurde er wegen „Beihilfe zu Einreise und Aufenthalt von Ausländern ohne gültige Papiere“ in Paris verhaftet. Er wurde in Frankreich und Belgien verurteilt, wo er mehrere Monate einer 15-monatigen Haftstrafe verbüßte.
Er wirkte als Musiker, Sänger und Mitautor des Liedes Shadow an den Aufnahmen des Weltmusik-Kompilations-Albums mit dem Namen Big Blue Ball von Peter Gabriel und Karl Wallinger mit, das in den Sommern der Jahre 1991, 1992 und 1995 in den Real World Studios aufgenommen wurde und 2008 erschien.
Papa Wemba nahm mit seiner Band Molokai 1993 mit dem Gastmusiker Lucky Dube an dem WOMAD-Festival und dem zweiten Tourabschnitt von Gabriels Secret World Tour als Vorgruppe teil.
2009 hatte er zur Afrika-Bischofssynode der römisch-katholischen Kirche mehrere Lieder geschrieben; zudem gab er ein Konzert in Rom sowie ein Konzert bei der Visite von Papst Benedikt XVI. in Cotonou in Benin.
Papa Wemba kollabierte im April 2016 während eines Konzertes in Abidjan und starb im Alter von 66 Jahren kurz darauf im Krankenhaus.

## Kulturübergreifender Einfluss
- Priyan Weerappuli, der musikalische Kopf der Gruppe Pahan Silu aus Sri Lanka, bezeichnete Papa Wemba als einen seiner größten musikalischen Einflüsse.

## Auszeichnungen
- 1996: Kora All African Music Award in der Kategorie Bester afrikanischer Künstler[9]

## Diskografie
- Pauline (1970, Zaiko Langa Langa)
- L’Amoureux Deçu (1972, Zaiko Langa Langa)
- Mete la Verite, Chouchouna (1973, Zaiko Langa Langa)
- Liwa ya Somo (1973–1974, Zaiko Langa Langa)
- Ainsi va la vie, Amazone (1975, Isifi Lokole)
- Matembele Bangi, Lisuma ya Zazu (1976, Yoka Lokole)
- Mère Supérieure, Bokulaka, Mabele Mokonzi, Muana Molokai (1977)
- Princesse ya Senza, Fleur Betoko, Zonga-Zonga (1978)
- Anibo, Ata Nkale (1979)
- Levre Rose (1979, mit Rochereau & Afrisa)
- Telegramme (1979, mit Simaro Massiya & OK. Jazz)
- Analengo (1980), Amena (1980, Duo mit Pepe Kalle)
- Santa, Matebu (1980)
- Melina La Parisienne, Ufukutano (1981)
- Evenement, Rendre A Caesar (1982)
- Eliana, Bukavu Dawa (1983)
- Proclamation (1984, mit Ngashie Niarchos)
- Destin ya Moto (1985)
- L’esclave, Papa Wemba – Au Japon (live) (1986)
- Papa Wemba Ekumani (1987)
- M’fono Yami (1989)
- Biloko ya Moto-Adidas Kiesse (1991)
- Le Voyageur (1992)
- Foridoles (1994)
- Emotion (1995)
- Pôle Position (1996)
- Wake-Up (1996, Duo mit Koffi Olomide)
- Nouvelle Écriture (1997)
- Molokaï (1998)
- Nouvelle Écriture dans L (1998)
- Fula Ngenge (1999)
- Muana Matebu(1999)
- A La Une (2000)
- Zea (2001)
- Bakala Dia Kuba (2001)
- Somo Trop (2003)
- Muana Molokaï (2004)
- Ba Zonkion (2005)
- Bravo l’Artiste (2006)
- Kaka yo (2008)
- Somo trop (2008)
- I’m Back (2010)